# Юрьев, Олег Александрович
Олег Александрович Юрьев (28 июля 1959, Ленинград — 5 июля 2018, Франкфурт-на-Майне) — русский писатель, поэт и драматург, переводчик, литературный критик.

## Биография
Отец, кандидат искусствоведения Александр Юльевич Юрьев (1933—1994), был преподавателем скрипичного мастерства в консерватории, мать — Изабелла Натановна Юрьева (урождённая Эскина, род. 1934) — английского языка в вузе. Родители были в разводе, воспитывался матерью. 
Окончил Ленинградский финансово-экономический институт. Посещал переводческий семинар Эльги Львовны Линецкой, переводил с английского и испанского языков. Один из основателей литературной группы «Камера хранения», куратор одноименного сайта в Интернете. 
Стихи писал с 1970-х годов, прозу с начала 1980-х, пьесы — с 1984 г. Первая публикация в открытой печати — в 1982. Печатался в журналах «Сумерки», «Вестник новой литературы», «Волга», «Театр», «Урал», «Звезда», «Знамя», «Октябрь», «Новый берег», «Критическая масса», «Новое литературное обозрение», «Воздух», «Homo Legens» и др. С 1990 по 1994 систематически сотрудничал с радио «Свобода», был одним из ведущих авторов литературной программы «Поверх барьеров».
С 1991 с женой и сыном жил в Германии (Франкфурт-на-Майне). Произведения О. А. Юрьева переведены на немецкий (семь книг прозы, многочисленные публикации в периодике и театральные постановки), французский, английский, чешский и другие языки, его пьесы ставились в Германии, Швейцарии, Франции, Польше, Чехии, Канаде и др. странах — как на языках этих стран, так и местными русскими труппами.
Преподавал (курс по истории русской поэзии XX в.) в Иллинойсском университете в Урбане и Шампейне, США (2009).

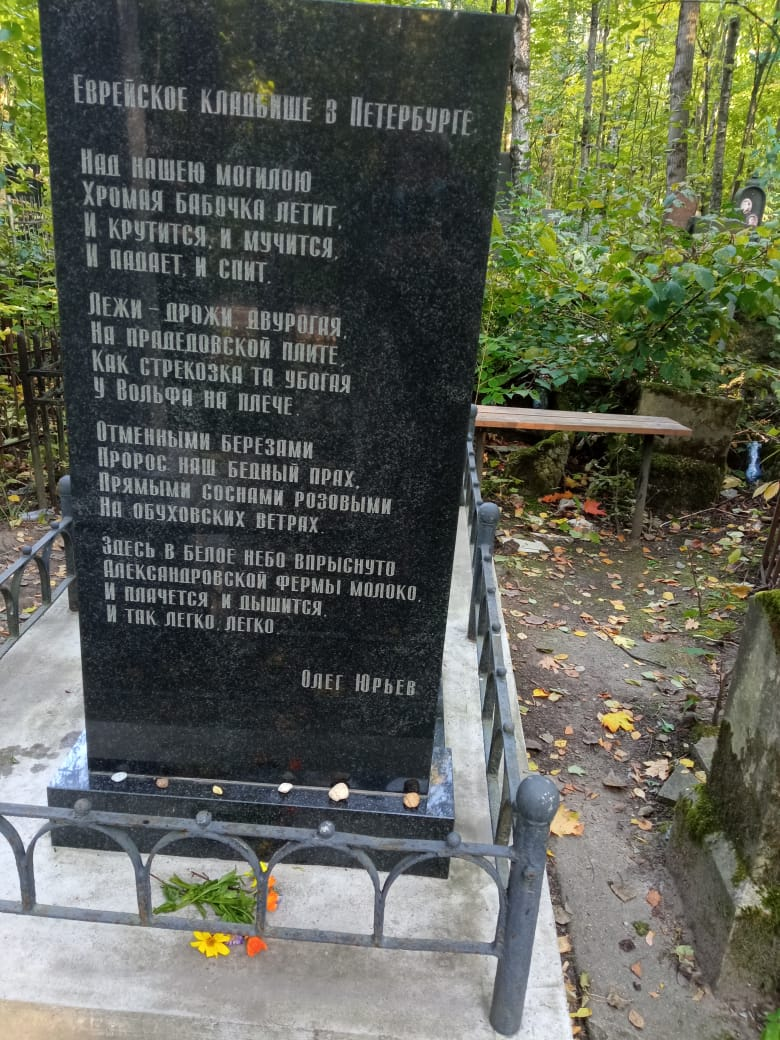
Могила Олега Юрьева на Преображенском Еврейском кладбище в Санкт-Петербурге (фото Б. О. Агриса)

Олег Юрьев умер в возрасте 58 лет. Похоронен на Преображенском еврейском кладбище в Санкт-Петербурге.

## Семья
Жена — поэт и прозаик Ольга Мартынова. Сын — Даниил Юрьев (нем. Daniel Jurjew; род. 1988), переводчик русской литературы на немецкий язык (опубликовал, в частности, книгу переводов прозы Всеволода Петрова, 2019).

## Книги (по-русски)
- Стихи о небесном наборе (М.: Прометей, 1989, в составе конволютного издания «Камера хранения»)
- Две короткие пьесы (Л.: Ленинградский комитет литераторов, 1990)
- Прогулки при полой луне (СПб.: Камера хранения, 1993, проза, номинация на Букеровскую премию)
- Франкфуртский бык (М.: Издательство бр. Захариади, 1996, проза)
- Полуостров Жидятин (М. — Иерусалим: Мосты культуры / Гешарим, 2000, роман, номинация на Букеровскую премию и премию Национальный бестселлер), ISBN 5-93273-041-2
- Избранные стихи и хоры. — [Предислов. М. Айзенберга]. — М.: Новое литературное обозрение, 2004. — 220 с.; 1000 экз. — ISBN 5-86793-317-2[7]
- Новый Голем, или Война стариков и детей (М. — Иерусалим: Мосты культуры / Гешарим, 2004, роман), ISBN 5-93273-167-2
- Франкфуртский выстрел вечерний (М.: Новое издательство, 2007, стихи), ISBN 978-5-98379-081-0
- Обстоятельства мест (поэма) (М.: АРГО-РИСК; Книжное обозрение, 2010. — Серия «Воздух: Малая проза»), ISBN 5-86856-205-4 — русская версия книги «Von Orten. Ein Poem», Frankfurt am Main 2010 (см. список книг на немецком языке)
- Стихи и другие стихотворения (М.: Новое издательство, 2011, стихи), ISBN 978-5-98379-145-9
- Заполненные зияния: Книга о русской поэзии[8][9][10] (М.: Новое литературное обозрение, 2013) ISBN 978-5-4448-0048-5
- О Родине: Стихи, хоры и песеньки 2010—2013 (М.: Книжное обозрение (АРГО-РИСК), 2013, шортлист премии Андрея Белого, 2013) ISBN 978-5-86856-239-6
- Писатель как сотоварищ по выживанию: Статьи, эссе и очерки о литературе и не только. СПб.: Издательство Ивана Лимбаха, 2014 ISBN 978-5-89059-206-4
- Неизвестные письма: Я. М. Р. Ленц — Н. М. Карамзину; И. Г. Прыжов — Ф. М. Достоевскому; Л. И. Добычин — К. И. Чуковскому. СПб.: Издательство Ивана Лимбаха, 2014 ISBN 978-5-89059-221-7
- Рассказы о Сене Кошкине. СПб.: ДЕТГИЗ, 2014 ISBN 978-5-8452-0499-8
- Стихи и хоры последнего времени / Олег Юрьев; вступ. ст. М. Галиной. — М.: Новое литературное обозрение, 2016. — 256 с. — ISBN 978-5-4448-0524-4 (Серия: Новая поэзия)

## Книги (по-немецки)
- Leningrader Geschichten (edition solitude, Stuttgart 1994), ISBN 3-929085-12-7 — неполный перевод (десять рассказов из двадцати четырёх) книги «Прогулки при полой луне».
- Frankfurter Stier (Edition Pixis, München — Berlin 1996), ISBN 3-928943-28-X; 2. Aufl. (Christian Pixis, München 2001), ISBN 3-927915-28-9 — перевод книги «Франкфуртский бык».
- Halbinsel Judatin (Volk und Welt, Berlin 1999), ISBN 3-353-01128-5 — перевод романа «Полуостров Жидятин».
- Spaziergänge unter dem Hohlmond (Suhrkamp, Frankfurt am Main 2002), ISBN 3-518-12240-1 — новый, полный перевод книги «Прогулки при полой луне».
- Der neue Golem oder Der Krieg der Kinder und Greise (Suhrkamp, Frankfurt am Main 2003), ISBN 3-518-41479-8 — перевод романа «Новый Голем, или Война стариков и детей».
- Zwanzig Facetten der russischen Natur (Insel, Frankfurt am Main — Leipzig 2008), ISBN 3-458-19307-3 — статьи и эссе, написанные по-немецки, и глава «Двадцать граней русской натуры» из романа «Новый Голем, или Война стариков и детей» (в переводе).
- Die russische Fracht (Suhrkamp, Frankfurt am Main 2009), ISBN 3-518-42076-3 — перевод романа «Винета».
- Von Orten. Ein Poem (Gutleut Verlag, Frankfurt am Main & Weimar 2010), ISBN 978-3-936826-69-2 — немецкая версия книги малой прозы «Обстоятельства мест» (поэма). М., 2010 (см. список книг на русском языке).
- Zwischen den Tischen. Bernstein-Verlag, Gebr. Remmel, Bonn 2011. (Olga Martynova und Oleg Jurjew im essayistischen Dialog), ISBN 978-3-939431-73-2
- Halbinsel Judatin. Jung und Jung Verlag, Salzburg 2014, ISBN 978-3-99027-053-0 — новое издание романа «Полуостров Жидятин» в переводе на немецкий язык, проверенное, отчасти переработанное и конструктивно изменённое автором
- Von Orten. Ein Poem (Gutleut Verlag, Frankfurt am Main 2015), 2. Auflage. ISBN 978-3-936826-76-0
- Von Zeiten. Ein Poem (Gutleut Verlag, Frankfurt am Main 2015). ISBN 978-3-936826-77-7
- Unbekannte Briefe. Verbrecher Verlag, Berlin 2017, ISBN 978-3-957322-33-3

## Книги (двуязычные, немецкий/русский)
- In zwei Spiegeln. Gedichte Russisch — Deutsch. Jung und Jung Verlag, Salzburg 2012. (aus dem Russischen von Elke Erb, Gregor Laschen und Olga Martynova, Daniel Jurjew und Gregor Laschen), ISBN 978-3-99027-022-6

### Аудиокниги
- Die russische Fracht (Цюрих: Kein & Aber, 2011, читает Харри Ровольт), по-немецки, ISBN 978-3-0369-1267-7

## Пьесы
- Мириам, пьеса в жанре народной комедии, 1984. Первая постановка — 1988 (Ленинград, студийная сцена Дома актёра). Переведена на немецкий, английский, французский, польский и украинский языки.
- Маленький погром в станционном буфете, маленькая еврейская трагедия, 1984. Первая постановка — 1992 (Москва, театр-студия «Альбом»). Переведена на немецкий, французский, польский и чешский языки.
- Комические новеллы для театра теней, 1987, состоит из одноактных пьес «Комедия Алькова», «История привидений» и «Феерия бомбежки», которые ставились и по отдельности, чаще всего «Комедия Алькова». Перевод на немецкий язык.
- Песенка песенок, представление в одном явлении, 1989, переработана и значительно расширена в 2001 году. Переведена на немецкий язык под названием «Meine Schwester Sulamith oder Kinder Jerusalems». Премьера: Потсдам, Театр им. Ганса Отто, 1994.
- Конец света по московскому времени (которого никто не заметил), функшпиль для сцены. 1993, 2001. Перевод на немецкий язык.

### Радиопьесы
- Petersburger Zwillinge / «Петербургские близнецы» (о Леониде Аронзоне и Иосифе Бродском, совместно с Ольгой Мартыновой, на нем. яз.). Гессенское радио, 2011.
- Versuch über die kasachische Steppe. Lieder aus Stalins Lagern / «Опыт о казахской степи. Песни из сталинских лагерей», совместно с Ольгой Мартыновой, на нем. яз. Гессенское радио, 2014.

Первая публикация пьес: «Комедия Алькова» в журнале «Театральная жизнь» (№ 10, 1988).
«Мириам» и «Песенка песенок» опубл. в авторской книге «Две короткие пьесы» (Л., 1990).
«Мириам», «Маленький погром в станционном буфете» и «Комические новеллы для театра теней» — в сборнике «Восемь нехороших пьес» (М.: Союзтеатр, 1990).
«Конец света по московскому времени» напечатан в израильском журнале «22» (№ 96).

## Признание
В 2010 г. удостоен Премии имени Хильды Домин: по мнению членов жюри, произведения Юрьева «объединяют в себе гротескный юмор Гоголя со смелостью петербургского авангарда».
Новелла О. А. Юрьева «Неизвестное письмо писателя Л. Добычина Корнею Ивановичу Чуковскому» награждена Премией журнала «Звезда» за лучшие публикации 2012 года. Опубликовано в журнале «Звезда» (Санкт-Петербург), № 7, 2012.
В 2013 году Олегу Юрьеву присуждена премия журнала «Новый мир» (Москва) за лучшие публикации года ("Одноклассники, статья о Вс. Петрове и Павле Зальцмане, № 6, 2013, и «Буратино русской поэзии, или Сергей Нельдихен в Стране Дураков», № 9, 2013).
Лауреат поэтической премии Различие (2014, ).
Лауреат Русской премии (2016).
Лауреат поэтической премии ANTHOLOGIA журнала «Новый мир» (Москва) за лучшие поэтические книги 2016 года («Стихи и хоры последнего времени», М.: НЛО, 2016)

## Цитата
У Юрьева не используется заклинательная сила поэзии, и не потому, что он этой силой не обладает, напротив, ему она слишком подвластна, чтобы он захотел ее на что-нибудь употребить. Но зато так существенна его воля, что он, может быть, сам того не замечая, не позволяет применения к «я», да и не только к «я», пассивного залога – все действуют по большей части собственным разумением (или неразумием).
— Виктор Бейлис. Критическая Масса, 2005, №2